# Russisches biographisches Wörterbuch

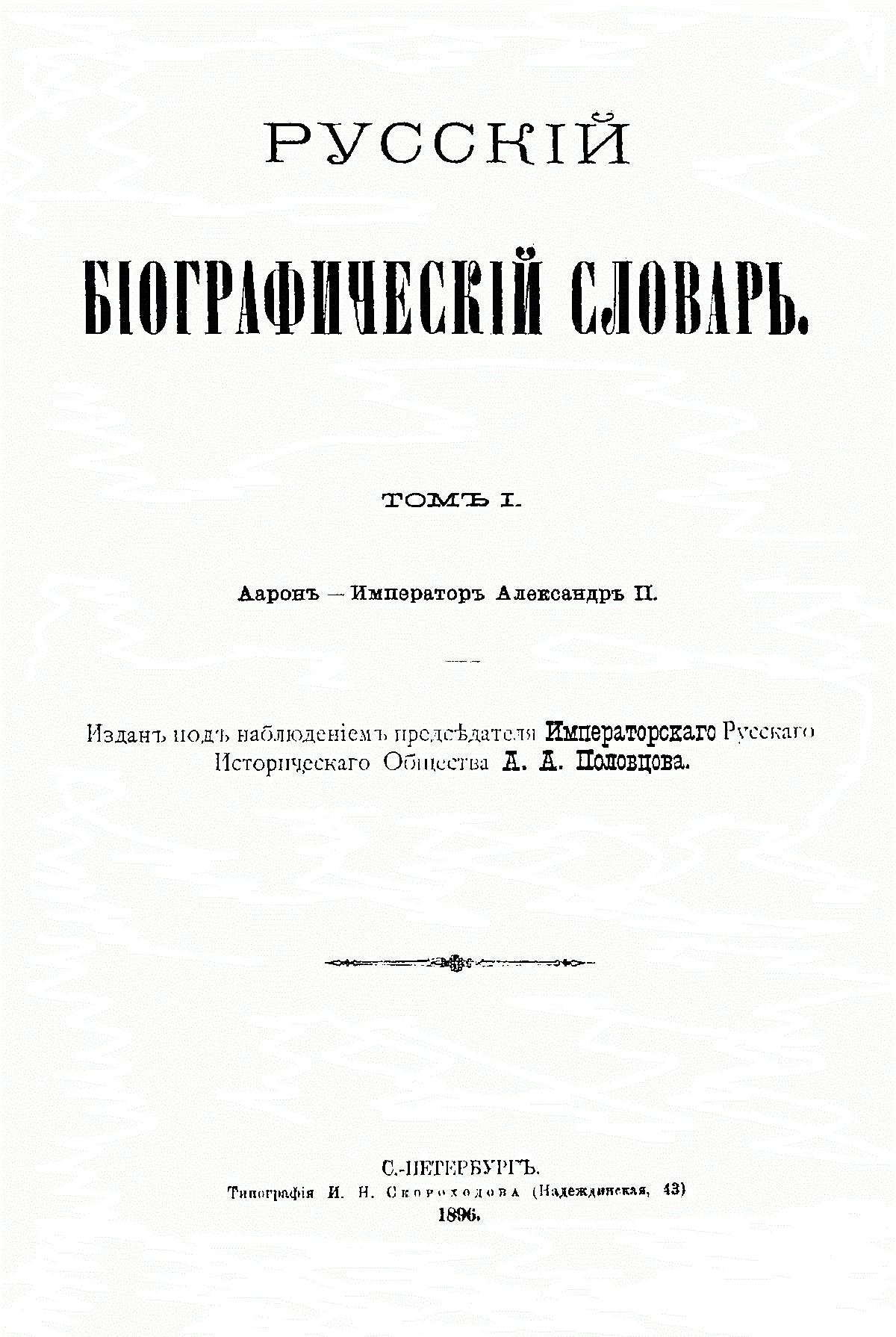
Titelblatt des ersten Bandes des Russischen biographischen Lexikons der Erstauflage 1896

Das Russische biographische Wörterbuch (russisch Русский биографический словарь/ Russki biografitscheski slowar, wiss. Transliteration Russkij biografičeskij slovar'; Abk. РБС / RBS) ist ein russischsprachiges biografisches Nachschlagewerk. Es wurde von der Kaiserlich Russischen Historischen Gesellschaft (Императорское Русское историческое общество) unter der Leitung des Chefredakteurs Alexander Polowzow herausgegeben. Das Nachschlagewerk wurde von 1896 bis 1918 in 25 Bänden veröffentlicht und gilt als eine der umfassendsten russischen biographischen Quellen für die Zeit des 19. und frühen 20. Jahrhunderts.
In den Jahren 1991 bis 2003 veröffentlichte der Moskauer Verlag Аспект Пресс (Aspect Press) einen Nachdruck des Lexikons, auf dessen Grundlage das Studio Колибри (Kolibri) eine Online-Version vorbereitete. Neben den 25 Bänden des Lexikons wurden 2 Bände des Alphabetischen Namensverzeichnisses russischer Persönlichkeiten für das Russische Biographische Lexikon neu aufgelegt. In der Neuauflage wurden fünf zusätzliche Bände veröffentlicht, die auf der Grundlage des erhaltenen Archivmaterials aufbereitet wurden.